# Relations entre le Groenland et l'Union européenne
Les relations entre le Groenland et l'Union européenne remontent à 1979, date à laquelle le Groenland – devenant une communauté autonome appartenant au royaume du Danemark – établit des liens avec les Communautés européennes. Le territoire s'en retire en 1985 à la suite du référendum de 1982 mais maintient des relations diplomatiques avec la CEE puis l'UE. Le Groenland est le seul territoire danois dans la liste des pays et territoires d'outre-mer (PTOM) associés à l'Union européenne. Sa capitale est Nuuk et l'économie de ses 56 000 habitants repose essentiellement sur les transferts publics en provenance du Danemark, le secteur minier et les activités liées à la pêche.

## Historique

### Adhésion avec le Danemark
Le traité de Bruxelles ou traité relatif à l'adhésion du Danemark, de l'Irlande, de la Norvège et du Royaume-Uni à la CEE et à la CEEA est signé à Bruxelles le 22 janvier 1972. Le Danemark réalise un référendum le 2 octobre 1972, le oui l'emporte par 63,3 % des voix exprimées ; la Constitution danoise prévoit en effet de soumettre à l'opinion publique tout changement pouvant entrainer une modification de la souveraineté du pays. Les Groenlandais se montrent cependant contre cette intégration et votent à 70,8 % contre la proposition. Le Groenland intègre la Communauté économique européenne (CEE) lors du premier élargissement en 1973, en tant que comté d'outre-mer du Royaume du Danemark.
En 1975, une commission paritaire dano-groenlandaise est créée et trois ans plus tard, le parlement danois accorde l'autonomie au territoire. Elle entre en vigueur l'année suivante, après que les Groenlandais ont approuvé ce statut par référendum le 17 janvier 1979 (73 % des votes en faveur de l'autonomie). En 1979, la loi sur l'autonomie du Groenland (hjemmestyre) transfère aux autorités autonomes du territoire presque toutes les responsabilités jusqu'alors exercées par les autorités danoises.

### Autonomie du Danemark et évolution des relations
Trois ans plus tard, en 1982, un référendum consultatif sur le retrait de la Communauté économique européenne est organisé le 23 février 1982. Avec un taux de participation de 75 % et une majorité de 53 %, le camp du retrait l'emporte. En ratifiant le traité modificatif avec la Communauté européenne pour préciser la situation du Groenland le 1er février 1985, celui-ci se retire de la CEE avec l'accord des Groenlandais, du Danemark et de la CEE. Le territoire est retiré des accords sur le charbon et l'acier (CECA) et des accords sur l'énergie atomique (Euratom). Des dispositions particulières sont convenues pour protéger la pêche.
À cet effet, le territoire devient alors un pays constitutif du Royaume du Danemark et un territoire d'outre-mer associé à l'Union européenne.

### Développements futurs
Les élections législatives groenlandaises de 2014 ont notamment soulevé le débat d'une ré-adhésion du Groenland à l'Union européenne après l'accession à l'indépendance du pays,. Le sénateur André Gattolin considère que – en dépit de la stabilité et de l'intérêt économique qu'apporterait l'adhésion – celle-ci reste peu probable dans l'avenir proche suivant l'indépendance groenlandaise. L'adhésion du Groenland à l'OTAN – selon les mêmes termes que l'Islande – et à l'espace économique européen pourrait être un compromis.

## Fonctionnement au niveau européen
Dans la quatrième partie du TFUE (art. 198 à 204), il est précisé que « les États membres consentent à associer à l'Union les pays et territoires non-européens qui ont des relations particulières avec le Danemark, la France, les Pays-Bas ou le Royaume-Uni » (art. 198), cependant, pour ceux-ci, l'acquis communautaire (droits et obligations liant l'UE à ses membres) ne s'applique pas. Cependant, certaines règles et procédures détaillées sont établies dans la Décision d'association outre-mer (DAO). Parmi ses objectifs figurent:
- l'établissement de relations économiques étroites entre l’UE et les PTOM
- la promotion des valeurs, normes et intérêts de l’UE dans le reste du monde par l’intermédiaire des PTOM
- l'amélioration de la compétitivité des PTOM
- le développement de la capacité d'adaptation des PTOM et la réduction de leur vulnérabilité
- l'établissement de rapports étroits entre l'UE et les PTOM
- la promotion de la coopération des PTOM avec des partenaires de pays tiers

La DAO repose sur les quatre libertés, notamment en ce qui concerne le commerce ; avec le Groenland, l'UE dispose d'un partenariat étendu basé sur : 
- la Décision Groenland 2014/137/UE du Conseil du 14 mars 2014[11]
- l'Accord de Partenariat pour la Pêche du 30 juillet 2006[12]

Jusqu'au 31 décembre 2006, l'aide financière communautaire accordée au Groenland (42,8 millions d'euros par an) était accordée dans le cadre de l'accord de pêche entre la Communauté européenne et le territoire. Pour la période 2014-20, le montant total de l'aide de l'UE est de € 359,9 millions, financé par le biais du Fonds européen de développement (FED) et du financement dans le cadre du budget général de l’UE au titre de l’accord de partenariat entre l'UE, le Danemark et le Groenland. Les conventions établies donnent également accès aux programmes européens (par exemple recherche, éducation et formation, innovation et compétitivité, culture et média, etc.).

### Exceptions aux politiques communautaires
| États membres et territoires | Dans l'Union ? | Application du droit de l’Union | Exécutoire devant les tribunaux | Euratom | Citoyenneté de l'Union | Élections du Parlement | Espace Schengen | Espace TVA | Territoire douanier de l’Union | Marché commun européen | Zone euro                 |
| ---------------------------- | -------------- | ------------------------------- | ------------------------------- | ------- | ---------------------- | ---------------------- | --------------- | ---------- | ------------------------------ | ---------------------- | ------------------------- |
| Groenland                    | Non            | Application minimale (PTOM)     | Oui                             | Non     | Oui                    | Non                    | Non             | Non        | Non                            | Application partielle  | Non (DKK liées au MCE II) |

## Représentations
En parallèle, le Groenland dispose depuis 1992, d'une représentation permanente auprès des instances européennes, celle-ci a son siège à côté de l'ambassade du Danemark en Belgique avec la délégation danoise et celle des îles Féroé (autre pays constitutif du royaume du Danemark et région à statut spécifique hors-Union). Sa mission est d'assurer la liaison entre le gouvernement groenlandais et celui de l'UE, de développer les partenariats et de jouer un rôle d'information pour le public, les administrations et les entreprises.

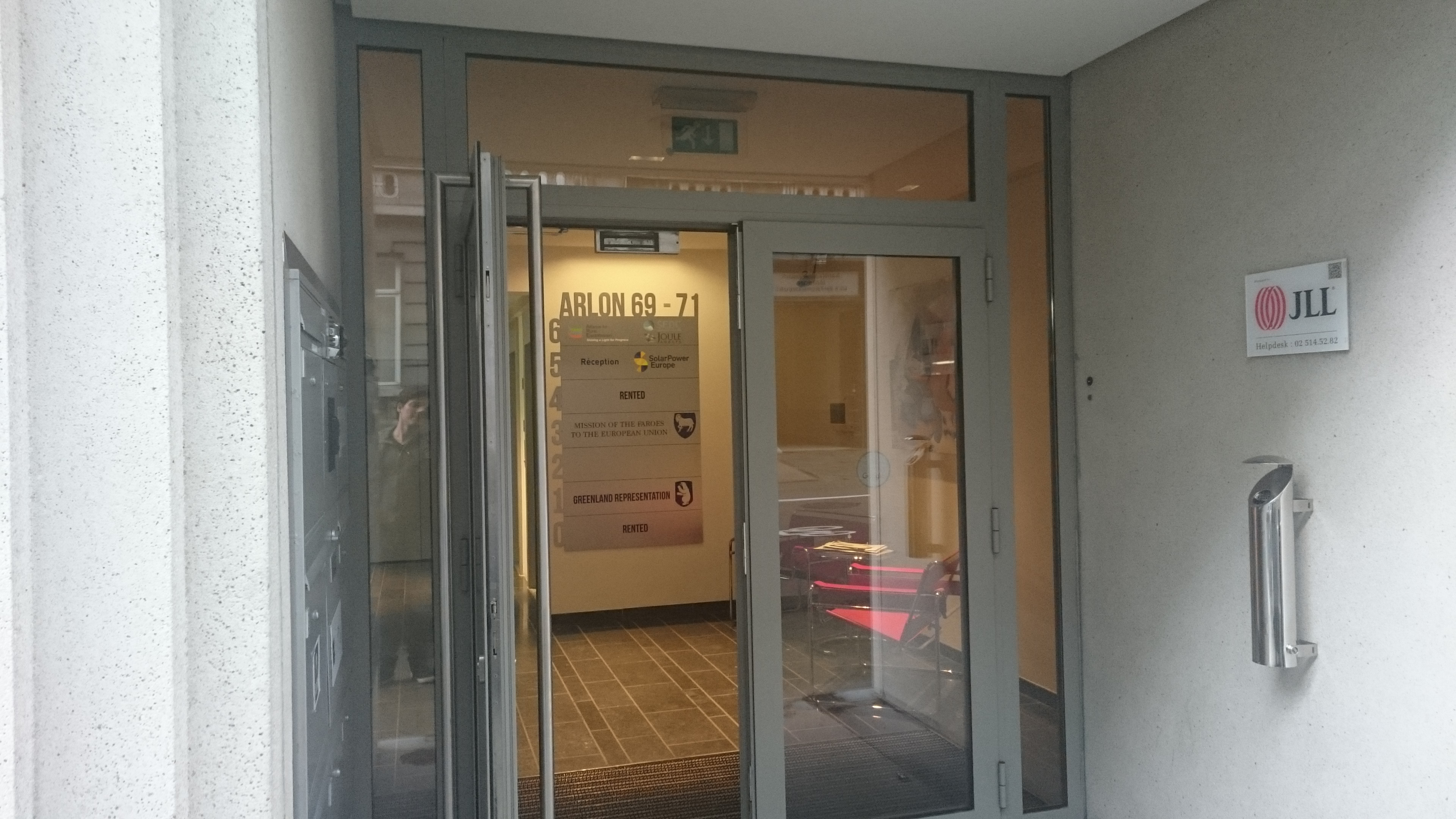
Entrée de la représentation du Groenland.
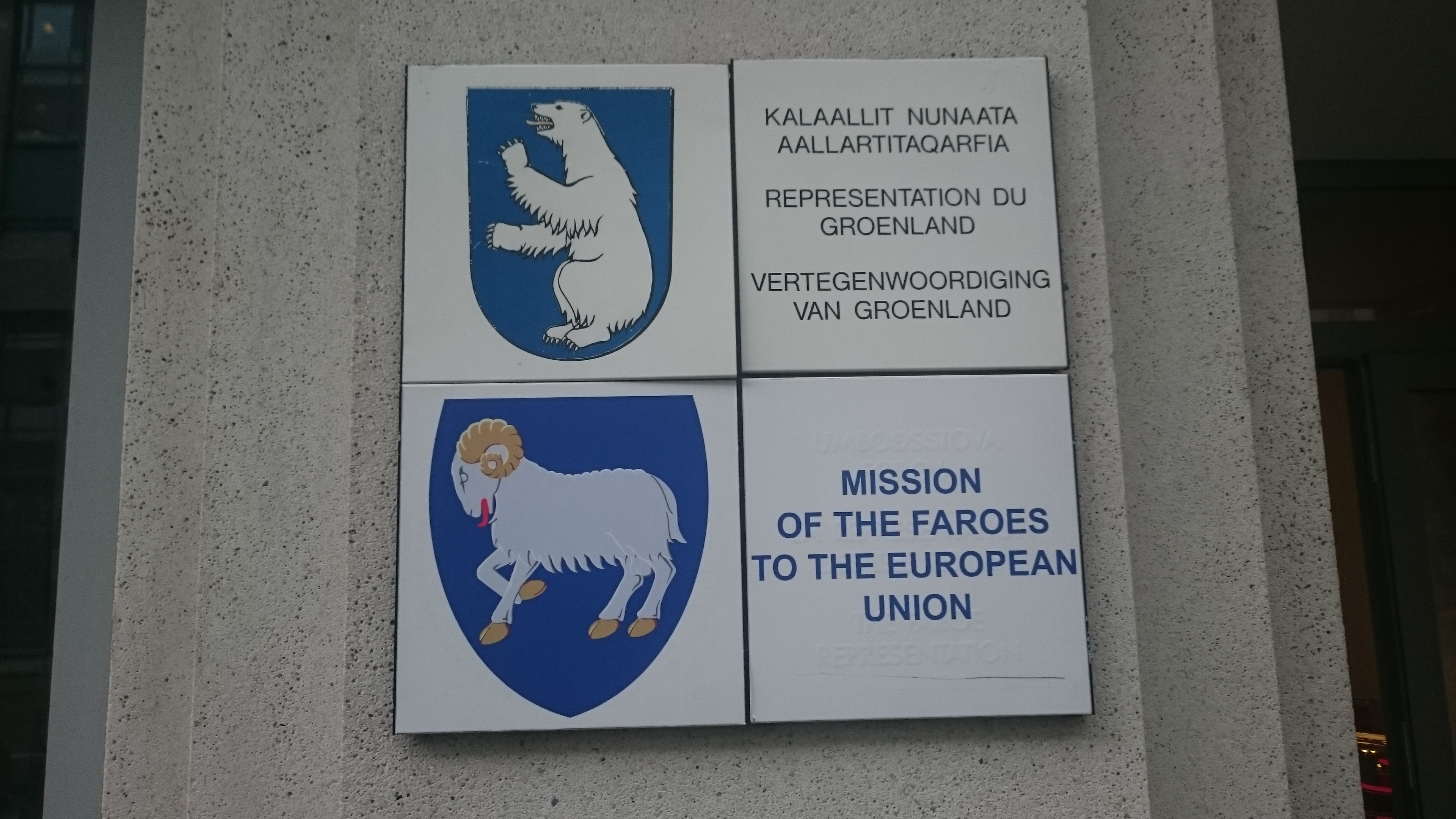
Indications sur les représentations à l'entrée du bâtiment.

## Sources

## Compléments